# Chartreuse de la Part-Dieu
Pour les articles homonymes, voir Part-Dieu (homonymie).
La chartreuse de la Part-Dieu est une ancienne chartreuse suisse, sise sur le territoire de l'actuelle commune de Gruyères près de Bulle (district de la Gruyère) dans le canton de Fribourg.

## Histoire

### Moyen Âge
La Part-Dieu est fondée en 1307 par l'épouse de Pierre III de Gruyère, la comtesse Catherine de Weissenbourg, sur les terres du comté du même nom, avec l'assentiment du comte Pierre IV, son fils. Elle fait partie du diocèse de Lausanne et dépend alors au temporel du comte de Gruyères et de la Savoie. Les comtes de Gruyère la dotent chichement, mais suffisamment pour qu'elle puisse survivre, non sans de nombreuses difficultés matérielles, entretenant un personnel peu nombreux (rarement plus de 15 religieux, pères et frères compris). Le comte Pierre III y élit sa sépulture.

### XIXesiècle
En 1798, sous la République helvétique, le nouveau régime politique mis en place par la France, le couvent devient propriété nationale, gérée par des administrateurs extérieurs. Entre 1798 et 1803, la chartreuse compte une douzaine de pères, deux frères et des domestiques et la communauté est surveillée par l’État. Le 1er juillet 1800, le monastère est entièrement détruit par un incendie qui ne laisse debout que le moulin et les écuries, de sorte que pendant cinq ans les moines sont dispersés dans des habitations des localités avoisinantes, puis à Marsens et enfin au château de Vuippens. 
Sous le Premier Empire, entre 1810 et 1816, La Part-Dieu fut la seule maison vivante de l’ordre cartusien. Le 10 juin 1810, son prieur, Dom Romuald Moissonnier, profès de la Grande Chartreuse, avait été nommé scribe de Dom Antoine Vallet, vicaire général de l’ordre. (Il n’y avait plus de supérieur général depuis la dispersion de la communauté de la Grande Chartreuse, seule habilitée à donner un supérieur à l’ordre). À la mort de Dom Antoine, Dom Romuald devint vicaire général de l’ordre à sa place, avec approbation du Saint-Siège. C’est depuis la Part-Dieu qu’il prépara la restauration de la Grande Chartreuse. Il quitta la Part-Dieu le 25 juin 1816 pour la Grande Chartreuse dont il reprit possession au nom de l’ordre le 8 juillet 1816.
La Part-Dieu fut supprimée en 1848 par le gouvernement radical fribourgeois et tous ses biens sécularisés. Les religieux (treize pères et deux frères convers) furent dispersés, certains restant dans les environs sous l’habit séculier (Dom Augustin Blanc), d’autres se réfugiant dans des maisons françaises qui se relevaient péniblement de la Révolution française et de l’Empire. 
Abandonnés, les lieux subissent alors de graves déprédations : on y boit, on y danse et on y dérobe des matériaux (meubles, fenêtres, pierres). L’État de Fribourg cherche à s’en débarrasser en mettant plusieurs fois aux enchères ce grand domaine qui comprend bâtiments conventuels, fermes, alpages et forêts.
En 1856, un acquéreur est trouvé en la personne de Rudolphe-Edouard Paravicini, industriel bâlois, qui la revend aussitôt à un certain Dumont tout en conservant l’usufruit des forêts. Puis, en 1858, le domaine est acquis par la comtesse de Rumine, d’origine russe et réfugiée à Lausanne, qui cède le mobilier sacré restant à différentes paroisses de la région. Dès 1859, démolition du grand cloître et des cellules, les pierres sont vendues pour des constructions de bâtiments à Bulle notamment. 
En 1863, à la suite de la chute des radicaux, le grand conseil fribourgeois vota le rétablissement de la chartreuse de La Valsainte au détriment de celle de La Part-Dieu. 
À la mort de Gabriel de Rumine en 1871, dernier descendant de la famille de Rumine, La Part-Dieu fut léguée au banquier d’origine vaudoise François Clavel, homme d’affaires et père de son ami Auguste Clavel. Ce dernier consacrera une grande partie de sa vie et de sa fortune à entretenir le site, à rendre les bâtiments habitables et à embellir le parc.

### XXesiècle
À sa mort en 1933, le domaine resta donc dans sa famille, passant de mains en mains, se dégradant de plus en plus. Dès 1939, la communauté des Bénédictins de Corbières (canton de Fribourg), installée au Bouveret (canton du Valais) depuis 1959, chercha à acquérir la Part-Dieu par des « tractations multiples et laborieuses ». Malgré d'autres tentatives de rachat, le monastère continua à se dégrader, jusqu'à ce qu'un arrêté préfectoral obligea les propriétaires, en 1980, à entreprendre les travaux d'entretien et de restauration devenus les plus urgents.  
En 1981, une association fut fondée afin de revitaliser les lieux et de restaurer les parties historiques.
En 2014, la Part-Dieu est une propriété privée, inscrite comme bien culturel suisse d'importance nationale, habitée et entretenue. Il subsiste de l'ensemble conventuel la chapelle extérieure, les anciens bâtiments prioraux, la cuisine, les communs ou obédiences, le petit cloître avec l'église reconstruite en 1805 (profondément remaniée par sa transformation en habitation privée), le réfectoire et le chapitre primitifs érigés en 1307, ainsi que le mur d'enceinte qui entoure l'ancien grand cloître.

## Héraldique
|  | Les armes de la chartreuse se blasonnent ainsi : De gueules à la grue essorante d'argent. (Dubois) de gueules à la grue d'argent, le vol dressé (Courtray) De gueules à une grue d'argent au vol élevé, qui, selon la tradition cartusienne, sont celles des comtes de Gruyères de leur fondateur et depuis 1369, simultanément au précédent, associé avec celui de la maison de Savoie : Coupé, au I de gueules à une croix d'argent ; au II, de gueules à une grue d'argent au vol élevé. |